# Eureiandra eburnea
Eureiandra eburnea är en gurkväxtart som beskrevs av Charles Jeffrey. Eureiandra eburnea ingår i släktet Eureiandra och familjen gurkväxter. Inga underarter finns listade i Catalogue of Life.